# 达夫妮·阿登
达夫妮·阿登（英語：Daphne Arden，1941年12月29日—），英国女子田径运动员，主攻短跑。她曾代表英国参加1964年夏季奥林匹克运动会田径比赛，获得女子4×100米接力铜牌。